# Michael Mertes

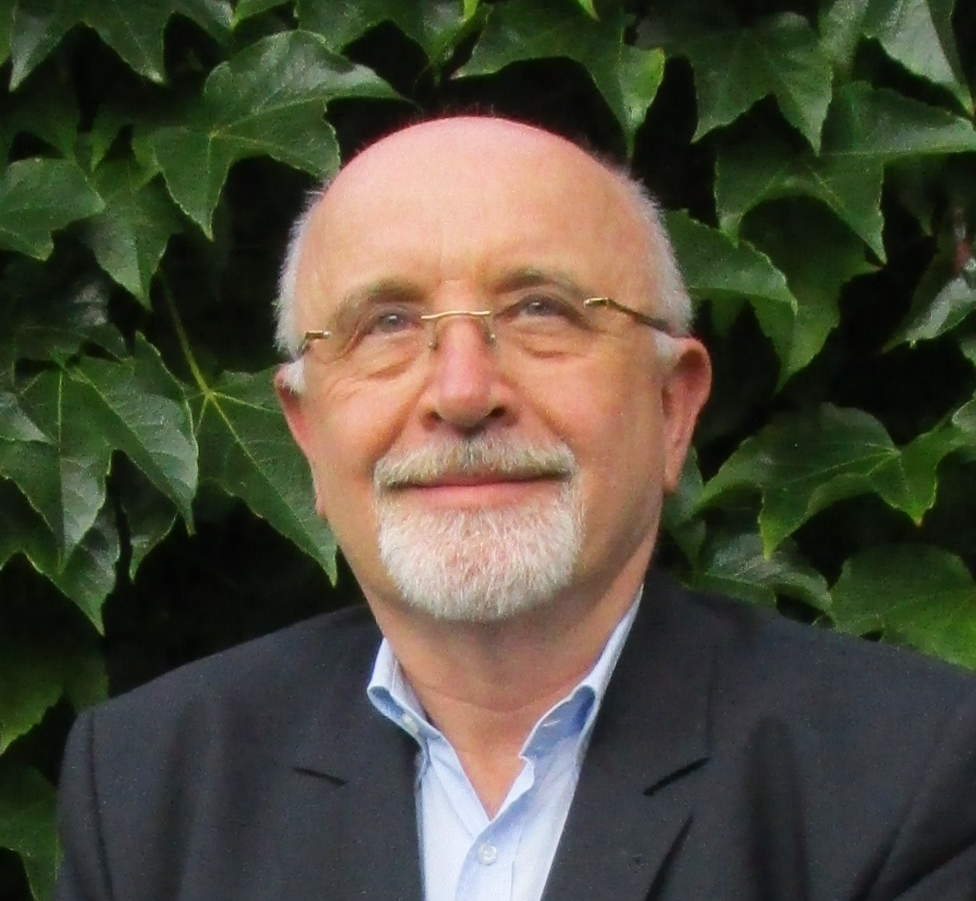
Michael Mertes, 2014

Michael Mertes (* 26. März 1953 in Bonn) ist ein deutscher Jurist, politischer Beamter (CDU), Autor und literarischer Übersetzer.

## Leben

### Familie
Michael Mertes ist das älteste von insgesamt fünf Kindern der Eheleute Hiltrud Mertes geb. Becker und Alois Mertes. Er ist verheiratet und hat vier Kinder. Einer seiner Brüder ist der Jesuitenpater Klaus Mertes. Als Sohn einer Diplomatenfamilie verbrachte er Kindheit und frühe Jugend bis 1966 größtenteils im Ausland (Marseille, Paris, Moskau).

### Ausbildung
1972 legte er das altsprachliche Abitur am Aloisiuskolleg in Bonn-Bad Godesberg ab. Während seiner zweijährigen Dienstzeit bei der Bundeswehr wurde er zum Reserveoffizier ausgebildet. Von 1974 bis 1980 studierte er Jura in Bonn, Tübingen und an der London School of Economics and Political Science (dort mit den Schwerpunkten Rechtsphilosophie, Wissenschaftstheorie und Völkerrecht).

### Beruflicher Werdegang
Nach dem ersten juristischen Staatsexamen arbeitete er 1981 als Bundestagsassistent von Carl Otto Lenz. Nach dem zweiten juristischen Staatsexamen war er 1984 zunächst als Vertragsreferent im Bundesamt für Wehrtechnik und Beschaffung, dann als Referent im Personalreferat des Bundeskanzleramtes tätig. 1985 wechselte er in das Referat für Kultur- und Kirchenangelegenheiten. Anfang Juni 1986 wurde er in den Aufbaustab des nach der Katastrophe von Tschernobyl gegründeten Bundesministeriums für Umwelt, Naturschutz und Reaktorsicherheit berufen; dort übertrug ihm Walter Wallmann die Leitung des Ministerbüros.
Nachdem Wallmann zum Hessischen Ministerpräsidenten gewählt worden war, ging Mertes im Mai 1987 zurück ins Bundeskanzleramt, um dort die Leitung des Redenschreiberreferats zu übernehmen. Als Chefredenschreiber von Bundeskanzler Helmut Kohl war er unter anderem am Entwurf des „Zehn-Punkte-Programms zur Überwindung der Teilung Deutschlands und Europas“ vom 28. November 1989 beteiligt. 1993 wurde er Leiter der Planungsgruppe. Anfang 1995 übernahm er als Nachfolger von Ministerialdirektor Eduard Ackermann die Leitung der Planungs- und Kulturabteilung im Bundeskanzleramt. Nach dem Regierungswechsel 1998 versetzte ihn der neue Bundeskanzler Gerhard Schröder in den einstweiligen Ruhestand.
Im Dezember 1998 trat Mertes in die Redaktion der Wochenzeitung Rheinischer Merkur ein. 1999 wurde er stellvertretender Chefredakteur und Ressortleiter Innenpolitik; 2001 übernahm er die Leitung des Ressorts Außenpolitik. Anfang 2003 machte er sich als Partner des von ihm mitgegründeten Politikberatungsunternehmens „dimap consult GmbH“ selbstständig, aus dem er im Juli 2006 ausschied. Dem Rheinischen Merkur blieb er als freier Autor verbunden; daneben schrieb er unter anderem für das internationale Zeitungsnetzwerk Project Syndicate und – bis 2004 – für die deutsch-jüdische Zeitung Aufbau.
Von August 2006 bis zur Ablösung der Regierung Rüttgers durch die Regierung Kraft I im Juli 2010 war Mertes Staatssekretär für Bundes- und Europaangelegenheiten sowie Bevollmächtigter des Landes Nordrhein-Westfalen beim Bund. Im Januar 2008 wurde er zusätzlich Staatssekretär für Medien. Zu seinem Verantwortungsbereich zählten unter anderem die Landesvertretung Nordrhein-Westfalens in Berlin und die Vertretung des Landes in Brüssel.
Von Juni 2011 bis Juli 2014 leitete er das Auslandsbüro Israel der Konrad-Adenauer-Stiftung in Jerusalem.

### Tätigkeit als Autor
Seit Mitte der 1980er Jahre veröffentlicht Mertes in deutschen und ausländischen Zeitungen und Zeitschriften (u. a. Dædalus, Die Politische Meinung, Foreign Affairs, Internationale Politik, Neprikosnowénnij Sapás (Неприкосновенный запас), Óbschtschaja Tetrád (Общая тетрадь), Politique étrangère, Prospect, The Washington Quarterly, Transit, Israel Journal of Foreign Affairs, Stimmen der Zeit, Les Échos) Beiträge zur europäischen Integration, zur Außenpolitik, zu Fragen des christlich-jüdischen Dialogs, zu gesellschaftlich-kulturellen und zu politisch-zeitgeschichtlichen Themen.
Gemeinsam mit Norbert J. Prill, dem damaligen Leiter der Planungsgruppe im Bundeskanzleramt, publizierte er im Juli 1989 einen Beitrag in der FAZ, der das von beiden Autoren entwickelte Konzept eines „Europas der konzentrischen Kreise“ vorstellte, das mit dem Konzept eines Europa der zwei Geschwindigkeiten, vor allem mit den Überlegungen des Schäuble-Lamers-Papiers von 1994, nahe verwandt ist. In ihrem Aufsatz forderten Mertes und Prill, dass sich die Europäische Gemeinschaft für neue Demokratien im zerfallenden Ostblock öffnen müsse. Zugleich plädierten sie für eine europäische „Kernföderation“ als „Kristallisationspunkt und Gravitationszentrum einer immer weiter wachsenden Gemeinschaft“.
Im Laufe der 1990er Jahre veröffentlichte Mertes zusammen mit dem Briten Timothy Garton Ash und dem Franzosen Dominique Moïsi mehrere „trilaterale“ Plädoyers für die Osterweiterung und die gleichzeitige institutionelle Modernisierung der EU sowie für eine Aufnahme ostmitteleuropäischer Demokratien in die NATO.
2006 veröffentlichte Mertes eine deutsche Übersetzung von William Shakespeares Sonetten (2. Aufl. 2014), 2017 von Gedichten, Elegien und Versbriefen John Donnes (Erweiterte Neuausgabe 2023) und 2021 von 50 Sonetten Luis de Góngoras. Daneben erschienen von ihm in verschiedenen Zeitschriften – namentlich Sinn und Form –, Sammelbänden und Werken anderer Autoren Übertragungen von Gedichten William Shakespeares, John Donnes, Andrew Marvells, Lady Mary Wroths, Gerard Manley Hopkins’, John Henry Newmans, Emma Lazarus’ sowie italienischer, französischer und spanischer Renaissance-Dichter.

### Mitgliedschaften und Engagements (Auswahl)
1971 trat Mertes der CDU bei. Er war Mitglied der CDU-Grundsatzprogrammkommission 2006/07 und gehörte von 2009 bis 2011 dem Vorstand der Konrad-Adenauer-Stiftung an. Er ist Mitglied der Kommission für Zeitgeschichte und war Gründungsmitglied des Trägervereins des Ernst Ludwig Ehrlich Studienwerks. Seit 1994 engagierte er sich ehrenamtlich bei der „Moscow School of Civic Education“, deren Internationalem Beirat er bis zur Schließung der Schule 2021 angehörte. Er war Vorstandsmitglied des von 2001 bis 2009 bestehenden Institute for Human Sciences at Boston University. Im Jahr 2006 erhielt er zusammen mit Rabbiner Nathan Peter Levinson und Pfarrer Johannes Hildebrandt den „Roncalli Award“ für interreligiöse Verständigung der International Raoul Wallenberg Foundation. Im Jahr 2011 erhielt er das „Robert-Goldmann-Stipendium“ der Stadt Reinheim, das an Personen verliehen wird, „die sich mit Fragen von Rassismus und der Wahrung der Menschenwürde unter Beachtung insbesondere auch des deutsch-jüdischen Verhältnisses beschäftigen“.

## Veröffentlichungen

### Bücher
Werke
- Немецкие вопросы – европейские ответы (Deutsche Fragen – Europäische Antworten). Moskauer Schule für Politische Studien, Moskau 2001, ISBN 5-93895-017-1
- Zur Entstehung und Wirkung des Zehn-Punkte-Programms vom 28. November 1989. Ein Werkstattbericht. Forum Politicum Jenense, Jena 2001, ISBN 3-9805570-8-1
- Parodien, Kontrafakturen und Variationen auf Sonette von William Shakespeare. Verlag Franz Schön, Bonn 2008, ISBN 978-3-9811154-5-1
- Am Nabel der Welt. Jerusalem – Begegnungen in einer gespaltenen Stadt (zus. mit Barbara Mertes). Bonifatius, Paderborn 2015, ISBN 978-3-89710-612-3
- Ich denk mit Wehmut an den fernen Norden. Carl Wilhelm Diehls cisatlantische Dichtung (zus. mit Eva Mertes und Oranna Dimmig). Verlag Franz Schön, Bonn 2016, ISBN 978-3-9816420-3-2
- experimenta sonettologica. laborversuche mit der bekanntesten gedichtform italienischen ursprungs. Verlag Franz Schön, Bonn 2018, ISBN 978-3-9816420-9-4
- Zyklen der Macht. Dynamik und Stagnation, Aufstieg und Niedergang in der Politik. Bouvier Verlag, Bonn 2021, ISBN 978-3-416-04084-6
- #Der neue Konspirationismus: Wie digitale Plattformen und Fangemeinschaften Verschwörungserzählungen schaffen und verbreiten (zus. mit Vincent Fröhlich). Büchner-Verlag, Marburg 2022, ISBN 978-3-96317-314-1

Als Übersetzer
- Du, meine Rose, bist das All für mich. Die Sonette von William Shakespeare ins Deutsche übertragen und kommentiert von Michael Mertes mit einem Nachwort von Arnold Stadler. Verlag Franz Schön, Bonn 2006, ISBN 978-3-9811154-0-6. Erweiterte Neuausgabe unter dem Titel Aus dem Tinten-Schwarz strahlt meine Liebe. Edition SIGNAThUR, Dozwil 2023, ISBN 978-3-906273-70-9
- Schweig endlich still und lass mich lieben!. Ein John-Donne-Lesebuch. Verlag Franz Schön, Bonn 2017, ISBN 978-3-9816420-6-3. Zweite, überarbeitete Aufl. Verlag Franz Schön, Bonn 2020, ISBN 978-3-947837-02-1
- Gold und Lilie, Staub und Nacht. 50 Sonette von Luis de Góngora ins Deutsche übertragen von Michael Mertes. Verlag Franz Schön, Bonn 2021, ISBN 978-3-947837-03-8

Als Herausgeber
- In Search of Germany (zus. mit Steven Muller und Heinrich August Winkler). Transaction Publishers, New Brunswick and London 1996, ISBN 1-56000-880-6
- Von der Volkskirche zur Sekte? Warum die Idee vom Gesundschrumpfen falsch ist (zus. mit Barbara Mertes). Bonifatius, Paderborn 2020, ISBN 978-3-89710-843-1

### Buchbeiträge (Auswahl)
- Alois Mertes – Ein Lebensbild. In: Günter Buchstab (Hrsg.): Alois Mertes: Der Primat des Politischen. Reden und Aufsätze. Droste, Düsseldorf 1994, ISBN 3-7700-1872-9.
- Der Zauber des Aufbruchs – die Banalität des Endes: Zyklen des Regierens. In: Gerhard Hirscher und Karl-Rudolf Korte (Hrsg.): Aufstieg und Fall von Regierungen. Machterwerb und Machterosionen in westlichen Demokratien. Olzog Verlag, München 2001, ISBN 3-7892-8060-7
- Das Informations- und Entscheidungsmanagement der Regierungszentrale. In: Gerhard Hirscher und Karl-Rudolf Korte (Hrsg.): Information und Entscheidung. Westdeutscher Verlag, Wiesbaden 2003, ISBN 3-531-14025-6
- What Distinguishes Europe? In: Krzysztof Michalski (Hrsg.): What Holds Europe Together?. Central European University Press, Budapest and New York 2006, ISBN 978-963-7326-47-9
- Regierungskommunikation in Deutschland: komplexe Schranken. In: Werner Weidenfeld (Hrsg.): Reformen kommunizieren. Herausforderungen an die Politik. Verlag Bertelsmann Stiftung, Gütersloh 2007, ISBN 978-3-89204-910-4
- Sonette Michelangelos ins Deutsche übertragen. In: Rudolf Rieger: MICHELANGELO. „Il Divino Riprodotto“. Graphik des 18. und 19. Jahrhunderts nach Handzeichnungen Michelangelos, Verlag Franz Schön, Bonn 2015, ISBN 978-3-9816420-2-5
- Rising from the Ashes: The Holocaust and the European Integration Project. In: Sharon Pardo and Hila Zahavi (Hrsg.): The Jewish Contribution to European Integration. Lexington Books, Lanham MD 2019, ISBN 978-1-7936-0319-7